# Aberporth Airport
Aberporth Airport är en flygplats i Aberporth, Storbritannien.   Den ligger i kommunen Ceredigion och riksdelen Wales, i den södra delen av landet, 300 km väster om huvudstaden London. Aberporth Airport ligger 129 meter över havet.
Terrängen runt Aberporth Airport är lite kuperad. Havet är nära Aberporth Airport åt nordväst. Runt Aberporth Airport är det ganska glesbefolkat, med 50 invånare per kvadratkilometer. Närmaste större samhälle är Cardigan, 7,7 km väster om Aberporth Airport. Trakten runt Aberporth Airport består i huvudsak av gräsmarker.